# 3924 Birch
3924 Birch è un asteroide della fascia principale. Scoperto nel 1977, presenta un'orbita caratterizzata da un semiasse maggiore pari a 2,7002979 au e da un'eccentricità di 0,1105217, inclinata di 6,70054° rispetto all'eclittica.
L'asteroide è dedicato all'astronomo australiano Peter V. Birch.